# Thomas Carmoy
Thomas Carmoy (ur. 16 lutego 2000 w Charleroi) – belgijski lekkoatleta specjalizujący się w skoku wzwyż, medalista halowych mistrzostw Europy.
Zdobył złoty medal na mistrzostwach Europy juniorów w 2019 w Borås i brązowy medal na światowych wojskowych igrzyskach sportowych w 1019 w Wuhan.
Zdobył brązowy medal na halowych mistrzostwach Europy w 2021 w Toruniu, przegrywając jedynie z Maksimem Niedasiekauem z Białorusi i Gianmarco Tamberim z Włoch oraz na halowych mistrzostwach Europy w 2023 w Stambule, za Douwe Amelsem z Holandii i Andrijem Procenko z Ukrainy.
Był mistrzem Belgii w latach 2019–2023, a w hali w latach 2018–2023.

## Osiągnięcia
| Rok  | Impreza                                 | Miejsce     | Pozycja           | Wynik |
| ---- | --------------------------------------- | ----------- | ----------------- | ----- |
| 2016 | Mistrzostwa Europy juniorów młodszych   | Tbilisi     | 6. miejsce        | 2,07  |
| 2017 | Mistrzostwa Europy juniorów             | Grosseto    | 7. miejsce        | 2,17  |
| 2018 | Mistrzostwa świata juniorów             | Tampere     | 8. miejsce        | 2,19  |
| 2019 | Mistrzostwa Europy juniorów             | Borås       | 1. miejsce        | 2,22  |
| 2019 | I liga drużynowych mistrzostw Europy    | Sandnes     | 6. miejsce        | 2,12  |
| 2019 | Światowe wojskowe igrzyska sportowe     | Wuhan       | 3. miejsce        | 2,15  |
| 2021 | Halowe mistrzostwa Europy               | Toruń       | 3. miejsce        | 2,26  |
| 2021 | I liga drużynowych mistrzostw Europy    | Kluż-Napoka | 6. miejsce        | 2,20  |
| 2021 | Młodzieżowe mistrzostwa Europy          | Tallinn     | 9. miejsce        | 2,10  |
| 2022 | Halowe mistrzostwa świata               | Belgrad     | 6. miejsce        | 2,28  |
| 2022 | Mistrzostwa świata                      | Eugene      | kwalifikacje      | 2,25  |
| 2022 | Mistrzostwa Europy                      | Monachium   | 5. miejsce        | 2,23  |
| 2023 | Halowe mistrzostwa Europy               | Stambuł     | 3. miejsce        | 2,29  |
| 2023 | I dywizja drużynowych mistrzostw Europy | Chorzów     | 2. miejsce        | 2,29  |
| 2023 | Mistrzostwa świata                      | Budapeszt   | el. – 15. miejsce | 2,25  |
| 2024 | Halowe mistrzostwa świata               | Glasgow     | 11. miejsce       | 2,15  |
| 2024 | Mistrzostwa Europy                      | Rzym        | 4. miejsce        | 2,26  |
| 2024 | Igrzyska olimpijskie                    | Paryż       | el. – 19. miejsce | 2,20  |
| 2025 | Halowe mistrzostwa Europy               | Apeldoorn   | el. – 12. miejsce | 2,18  |

## Rekordy życiowe
- skok wzwyż – 2,29 m (25 czerwca 2023, Chorzów)
- skok wzwyż (hala) – 2,29 m (5 marca 2023, Stambuł)